# Mirzeoba, Mudanya
Mirzaoba là một xã thuộc huyện Mudanya, tỉnh Bursa, Thổ Nhĩ Kỳ. Dân số thời điểm năm 2011 là 647 người.